# Ugo Russo
Ugo Russo (Roma, 18 giugno 1950) è un giornalista e cantante italiano, inviato della redazione sportiva del Giornale Radio Rai.
Lui è stato una delle voci storiche della trasmissione Tutto il calcio minuto per minuto.
Ha seguito sei Olimpiadi, Mondiali ed Europei di numerose specialità, oltre a Giri d'Italia di ciclismo, Sei Nazioni di rugby e molto altro. Ai giochi olimpici di Sydney 2000 ha seguito e raccontato per la Rai avvenimenti di 23 diverse discipline agonistiche.

## Biografia

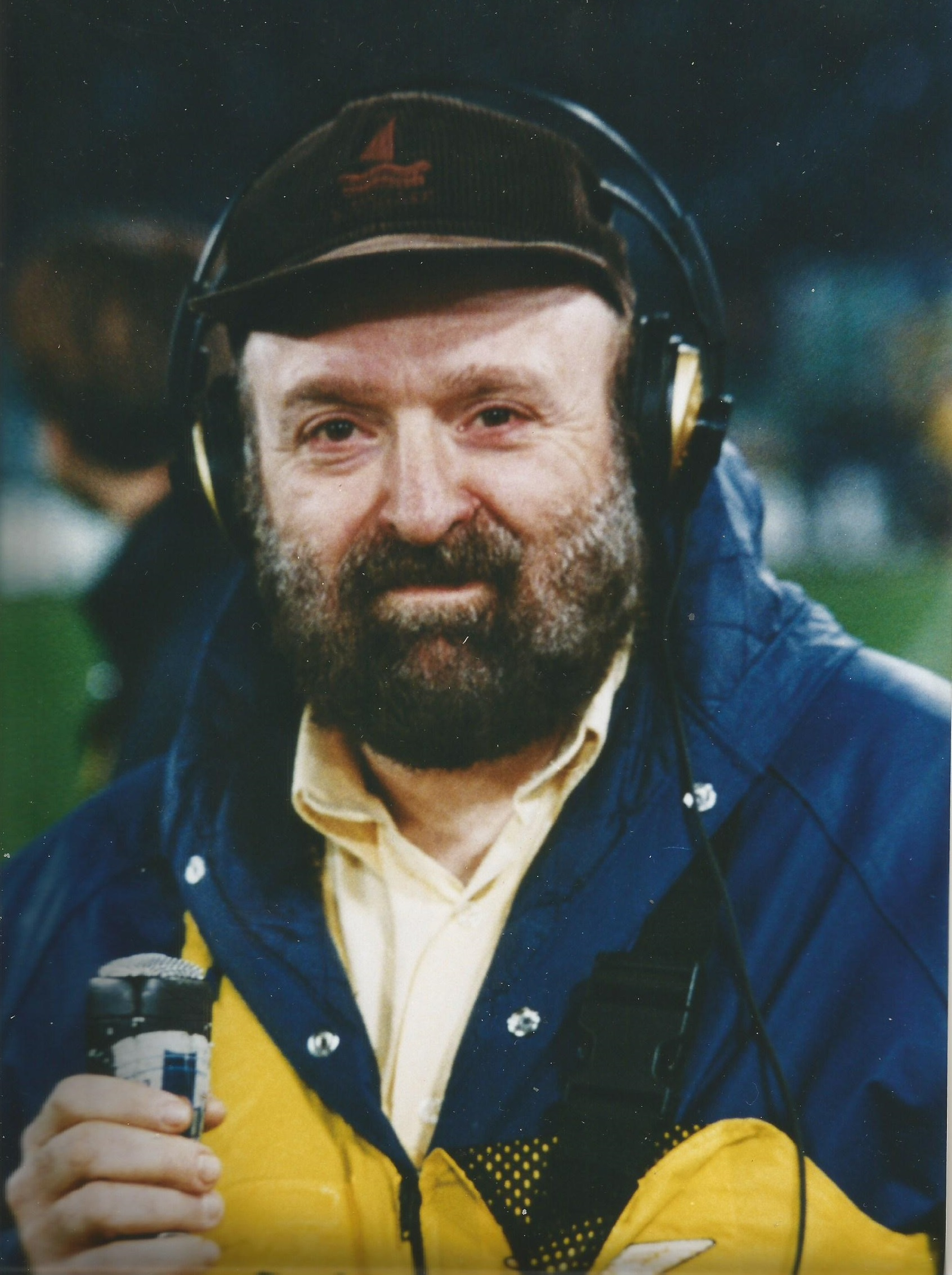
Ugo Russo a bordo campo durante una partita di calcio

Ha esordito scrivendo per un bisettimanale locale, Record, poi diventato il Corriere Laziale, a 17 anni, e ha poi collaborato con le prime radio private romane a partire dal 1974. Ha collborato ad emittenti locali quali Roma Video Blu, Pts, Teleregione, Canale 7, Canale 66, Teletevere e infine a Teleroma 56 con la quale ha lavorato per 16 anni come telecronista delle partite di calcio di Lazio e Roma. Ha lavorato, inoltre, per diverse televisioni private nazionali. È entrato in Rai nel 1994 diventando, successivamente, inviato.
Il 4 settembre 2011, prima di trasmettere la partita di calcio di serie B Livorno-Nocerina, è stato colpito da un ictus ischemico che lo ha tenuto in coma per 11 giorni. Dopo il risveglio con nessuna conseguenza riportata è ritornato alla normale attività lavorativa.
A maggio 2012 la Minerva edizioni ha pubblicato il suo libro autobiografico Un microfono a due facce, in cui Russo racconta una serie di aneddoti e situazioni dei suoi 45 anni di attività, tra giornalismo e spettacolo.
Il 12 ottobre 2014 realizza la sua ultima radiocronaca in Rai, raccontando la vittoria del Livorno sul Trapani per 6-0.
Nel 2015 gli viene assegnata la Stella di bronzo del Coni, per la sua quarantennale attività di cronista sportivo.
Il 25 gennaio 2016, a un anno esatto dalla morte del cantante Demis Roussos, ha pubblicato Il mio amico Demis sul cantante del quale era stato il sosia per circa 35 anni, portandolo sui palcoscenici nel travestimento e nella voce. Nel settembre dello stesso anno diventa presidente onorario della Vivi Altotevere Sansepolcro, società calcistica di Serie D alla quale è particolarmente legato.
Nel novembre 2016 è stato scelto come testimonial dal comune di Foligno per la candidatura a "Città Europea dello Sport 2018", poi concretizzatasi nell'attribuzione di tale nomina alla cittadina umbra.
Nella primavera 2018 gli viene conferita la cittadinanza onoraria della stessa Sansepolcro che poi, come testimonial, porterà a diventare "Comune europeo dello sport 2021"
Nel settembre 2018 è uscito un altro suo libro, Quanto erano belli gli anni sessanta, in cui ripercorre fatti e personaggi del decennio in questione.. L'anno dopo ne pubblica un altro con il nome di "Ma quanto erano belli gli anni 60!" relativo soltanto alla tematica sportiva.
Nell'anno 2019 viene insignito della Stella d'argento del Coni al merito sportivo, consegnata poi nel novembre 2021 causa covid.
È consigliere regionale dell'Ansmes, associazione sotto l'egida del Coni, dal 2020 e socio Liba (Legends international basketball association) dal 2021.

## Opere
- Un microfono a due facce (2012) Minerva edizioni.
- Il mio amico Demis (2016)
- Pakito (2017)
- Quanto erano belli gli anni sessanta (2018)[5]

## Premi e riconoscimenti
- Stella di bronzo del Coni (2015)[2]
- Stella d'argento del Comitato olimpico nazionale italiano del Coni (2019)